# Sphenoderes indicus
Espèce
Sphenoderes indicus est une espèce de Kinorhynches de la famille des Semnoderidae.

## Distribution
Cette espèce est connue du golfe du Bengale dans l'océan Indien.

## Publication originale
- Higgins, 1969 : Indian Ocean kinorhyncha: 1, Condyloderes and Sphenoderes, New cyclorliagid genera. Smithsonian Contributions to Zoology, n. 14, p. 1-13.